# Prilipje
Prilipje je naseljeno mjesto u Republici Hrvatskoj u Zagrebačkoj županiji.

## Zemljopis
Administrativno je u sastavu Jastrebarskog. Naselje se proteže na površini od 3,68 km².

## Stanovništvo
Prema popisu stanovništva iz 2001. godine u Prilipju stanuje 261 stanovnik. Oni žive u 73 kućanstava. Gustoća naseljenosti iznosi 70,92 st./km².
| broj stanovnika | 244   | 256   | 286   | 321   | 286   | 318   | 277   | 321   | 303   | 316   | 310   | 303   | 283   | 250   | 261   | 225   | 182   |
|                 | 1857. | 1869. | 1880. | 1890. | 1900. | 1910. | 1921. | 1931. | 1948. | 1953. | 1961. | 1971. | 1981. | 1991. | 2001. | 2011. | 2021. |